# Venom Prison
Venom Prison — уэльская дэт-метал группа, основанная в 2014 году. Их тексты обычно основаны на политических и социальных темах, таких как мизогиния, культура изнасилования, фашизм, психическое здоровье и организованная религия.

## История
В 2015 году бывшая вокалистка хардкор-панк-группы Wolf Down Лариса Ступарь (родившаяся в России, выросшая в Германии) переехала в Уэльс, где познакомилась с Эшем Греем из Brutality Will Prevail, с которым она начала создавать музыку. Они придумали название «Venom Prison», поскольку это было «самое металлическое название, которое они могли себе представить». Пара выпустила демо-EP Defy the Tyrant в 2015 году, прежде чем нанять Бена Томаса для игры на соло-гитаре и Джо Шихи для игры на барабанах вместе с бас-гитаристом Майком Джеффрисом. Этот состав выпустил в 2015 году мини-альбом The Primal Chaos.
Группа выпустила свой дебютный полноформатный альбом 14 октября 2016 года под названием Animus. Альбом получил положительные отзывы от критиков. 7 июля 2017 года группа выпустила видеоклип на песню «Perpetrator Emasculation» со своего дебютного альбома. Группа должна была поддержать Decapitated в их европейском турне в ноябре 2017 года. После ареста всех четырех участников состава Decapitated по обвинению в изнасиловании Venom Prison отменили свои выступления с группой.
В августе 2018 года группа присоединилась к Dying Fetus, Toxic Holocaust и Goatwhore в их европейском турне. В мае и июне 2019 года группа отправилась в тур по Европе, начиная с концертов в Германии и заканчивая Великобританией, разогревая Fit for an Autopsy. Их второй студийный альбом Samsara был выпущен 15 марта 2019 года. Стивен Хилл из Metal Hammer назвал их второй альбом «самым ожидаемым экстремальным металлическим альбомом 2019 года». 
21 марта 2019 года группа объявила о сотрудничестве с американским брендом уличной одежды The Hundreds. Третий альбом Primeval, представляющий собой сборник перезаписанного раннего материала, был выпущен 9 октября 2020 года. 10 декабря 2020 года Venom Prison объявили, что они подписали контракт с Century Media Records, и группа приступила к записи своего следующего студийного альбома. Альбом под названием Erebos был выпущен 4 февраля 2022 года. Venom Prison выступила на главной сцене Bloodstock 2021.

## Музыкальный стиль
Группу обычно называют дэт-металом с элементами хардкор-панка и грайндкора. В статье Стивена Хилла для Metal Hammer они были описаны как «частично дэт-метал/частично хардкор». Их тексты обычно основаны на политических и социальных темах, таких как мизогиния, культура изнасилования, фашизм, психическое здоровье и организованная религия. Среди групп, повлиявших на Venom Prison, музыканты выделяли Carcass, Napalm Death и Metallica. Фронтвумен Лариса Ступарь описала свое прошлое участие в антифашистской деятельности и деятельности по защите прав животных как источник политического содержания музыки Venom Prison.

## Состав

### Текущий состав
- Лариса Ступарь — вокал (2014-настоящее время)
- Эш Грэй — гитара (2014-настоящее время)
- Бен Томас — гитара (2015-настоящее время)
- Майк Джеффрис — бас-гитара (2015-настоящее время)
- Джо Биллс — ударные (2019-настоящее время)

### Бывшие участники
- Ричи Ансворт — гитара (2014-2015)
- Джо Шихи — ударные (2015-2017)
- Джей Пиппрелл — ударные (2017-2019)

## Дискография
Студийные альбомы
- Animus (2016)
- Samsara (2019)
- Primeval (2020)
- Erebos (2022)

Мини-альбомы
- Defy the Tyrant (демо-EP) (2015)
- The Primal Chaos (2015)

Концертные альбомы
- Audiotree Live (2019)

Синглы
- «Judges of the Underworld» (2021)
- «Pain of Oizys» (2021)
- «Nemesis» (2022)

## Награды
| Группа       | Год  | Премия                                          | Итог      |
| ------------ | ---- | ----------------------------------------------- | --------- |
| Venom Prison | 2017 | Metal Hammer Golden Gods Awards — Best New Band | Победа    |
| Venom Prison | 2018 | Heavy Music Awards — Best UK Breakthrough Band  | Номинация |